# 松村拓也
松村 拓也（まつむら たくや、1957年 - ）は日本の起業活動支援家。東京都出身、東京大学工学部建築学科卒業。
- 株式会社なのに　取締役
- 一般社団法人日本土地資源協会　代表理事
- 特定非営利活動法人HOME-FOR-ALL　事務局長
- 一般社団法人地域社会圏研究所　事務局長
- 内閣府　地域活性化伝道師

## 来歴
大学卒業後、株式会社現代計画研究所を経て辰建設株式会社に入社。ESNA(Ecological Space of Natural Amenity)ブランドによる開発など建築のエコロジーに取り組むが、代表取締役就任3年目の1999年に同社倒産。2ヵ月後に㈱辰を設立。
2005年IID世田谷ものづくり学校校長に就任。
2006年株式会社なのに設立、世田谷区産業振興公社内に起業・創業支援施設「せたがやかやっく」創設。
2007年地域とビジネスをつなぐため、特定非営利活動法人カプラー設立。
2008年せたがや健や化プロジェクト・コーディネーター
2009年世田谷世界交流プロジェクト・ディレクター
2011年起業する家「アントレハウス駒沢」をオープン。
2012年一般社団法人日本土地資源協会を設立。
2014年みんなの家「笑恵館」をオープン。
2015年「ビジーネスリーグプロジェクト」をスタート。2019年特定非営利活動法人HOME-FOR-ALLの事務局長に就任。2020年一般社団法人地域社会圏研究所の事務局長に就任。

## 執筆
「地主の学校」（文芸社）

## 講演
- 香川経済同友会「廃校再生の取組について」
- 町田・相模原経済同友会例会「学校は本当に要らないのか？」
- 江東区青少年センター「交流会からはじめよう！」
- 東京都教育委員会「若者スキルアップ講座」
- 大分県日田市　ひた・場所デザイン大学「地域起業」

## 参考
- 「ビジネスの公益性」を問う！地域ビジネスのデザイン論 SOCIO design note ／ソシオデザインノート インタビュー
- 「松村拓也 講演会」レポ その１ ／ごずっちょねっと
- 1/9(日)　倒産覚悟の経営のススメ／ソーシャルエナジーカフェ
- 非営利不動産事業と国づくり／社会的企業研究会 (特別研究会)
- 山本理顕氏も自宅ビルで検討中、建物シェアによる住民自治の可能性／日経クロステック